# Нічіун-Мару
Нічіун-Мару (Nichiun Maru) — транспортне судно, яке під час Другої світової війни взяло участь у операціях японських збройних сил в архіпелазі Бісмарка та на Соломонових островах.
Нічіун-Мару спорудили в 1941 році на верфі Osaka Iron Works на замовлення компанії Nissan Kisen.
У якийсь момент судно реквізували для потреб Імперського флоту Японії.
31 грудня 1943-го судно вийшло з японського порту Саєкі у складі конвою «R» — одного з багатьох, проведення яких здійснювалось у межах операції «Військові перевезення №8» (No. 8 Military Movement, 8-Go Enshu Yuso). Метою цих транспортних перевезень було постачання головної передової бази в Рабаулі (острів Нова Британія в архіпелазі Бісмарка), з якої провадились операції на Соломонових островах та сході Нової Гвінеї.
У січні 1943-го конвой досяг архіпелагу Бісмарка, після чого судно здійснило рейс на схід до Соломонових островів та прибуло до острова Коломбангара. 28 січня Нічіун-Мару в супроводі мисливця за підводними човнами CH-22 вирушило до Рабаула. У другій половині 29 січня на північному виході з Бугенвільської протоки (розділяє острови Шуазель та Бугенвіль) підводний човен Gato випустив по Нічіун-Мару дві торпеди, одна з яких поцілила та потопила судно.